# JR东日本KiHa E120型柴油动车组
JR东日本KiHa E120型柴油动车组是一款单辆编组的柴油动车组，由东日本旅客铁道自2008年11月始在新潟县、福岛县和山形县境内的地方交通线上运用。

## 运营情况
8辆KiHa E120型全数归属于新潟车辆中心，并与KiHa 110系柴油动车组在下述线路上交替运用。
- 磐越西线 （新津 - 会津若松）
- 羽越本线 （新津 - 酒田（山形县））
- 信越本线 （新津-新潟）
- 白新线
- 米坂线

## 外观
KiHa E120型的车体设计基于KiHa E130系柴油动车组，并使用了可降低氮氧化物（NOx）排放量的新型柴油发动机。
车外涂装中的橙色，代表着新潟、福岛和山形三县境内饭丰山上山毛榉森林入秋的景象。

## 内部
车厢中部为1+2布局的横列座位，两端则为沿车厢侧面纵向布置的长椅。所有车辆均设有采用通用设计的洗手间。
为运营实施一人控制的服务班次，车厢内设有售票机。

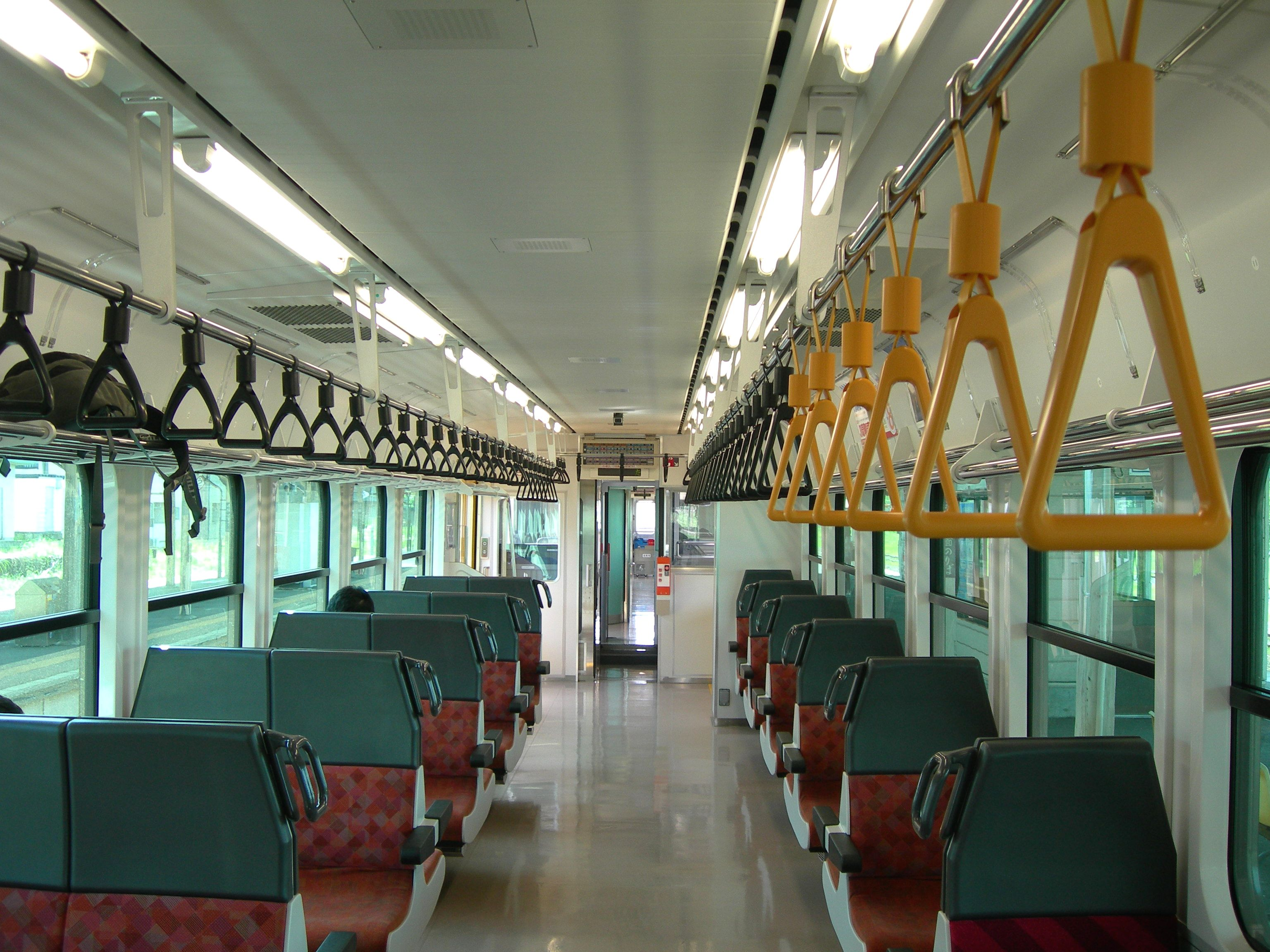
KiHa E120型内部
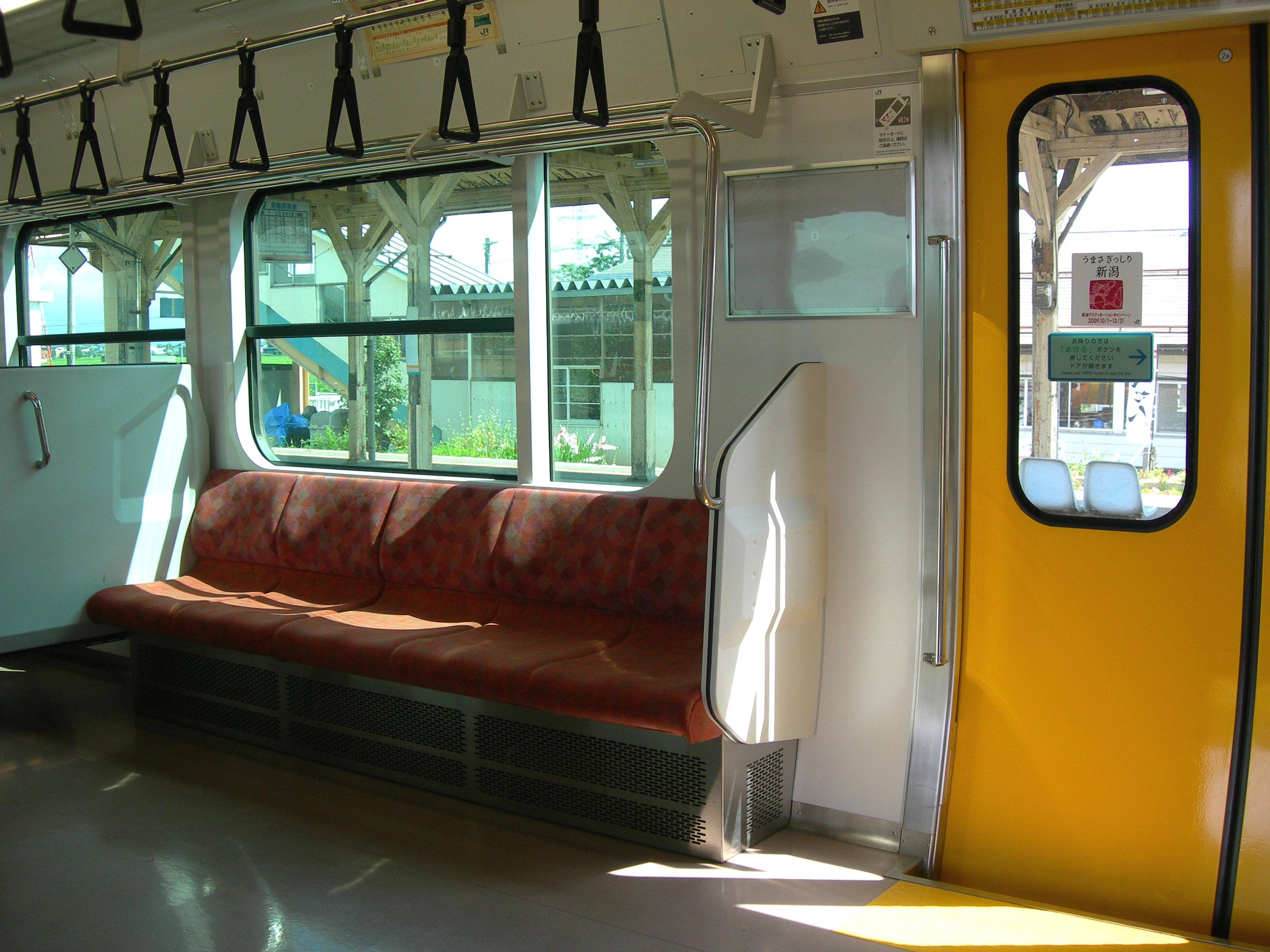
车门区域附近的纵向长椅

## 历史
8辆KiHa E120型均由新潟运输系统于2008年5月制造，并于当年11月1日正式开始载客服务。
2019年11月28日，JR東日本宣佈將於2020年春季起，在只見線導入KiHa E120型，以逐步取代車齡已久的KiHa 40型，現有的8輛KiHa E120會陸續變更塗裝。